# Шарлотт Бредал
Шарлотт Бредал (англ. Charlotte Bredahl, 21 квітня 1957) — американська вершниця.
Бронзова призерка Олімпійських Ігор 1992 року в командній виїздці.